# Șirnea
Șirnea [ˈʃirnea] (veraltet La Șirnea; deutsch Schirnen, ungarisch Sirnea oder Sirna) ist ein Dorf im Kreis Brașov (Rumänien). Es ist Teil der Gemeinde Fundata.

## Lage

Șirnea (La Sirna), in der Josephinischen Landaufnahme von 1767 bis 1773.

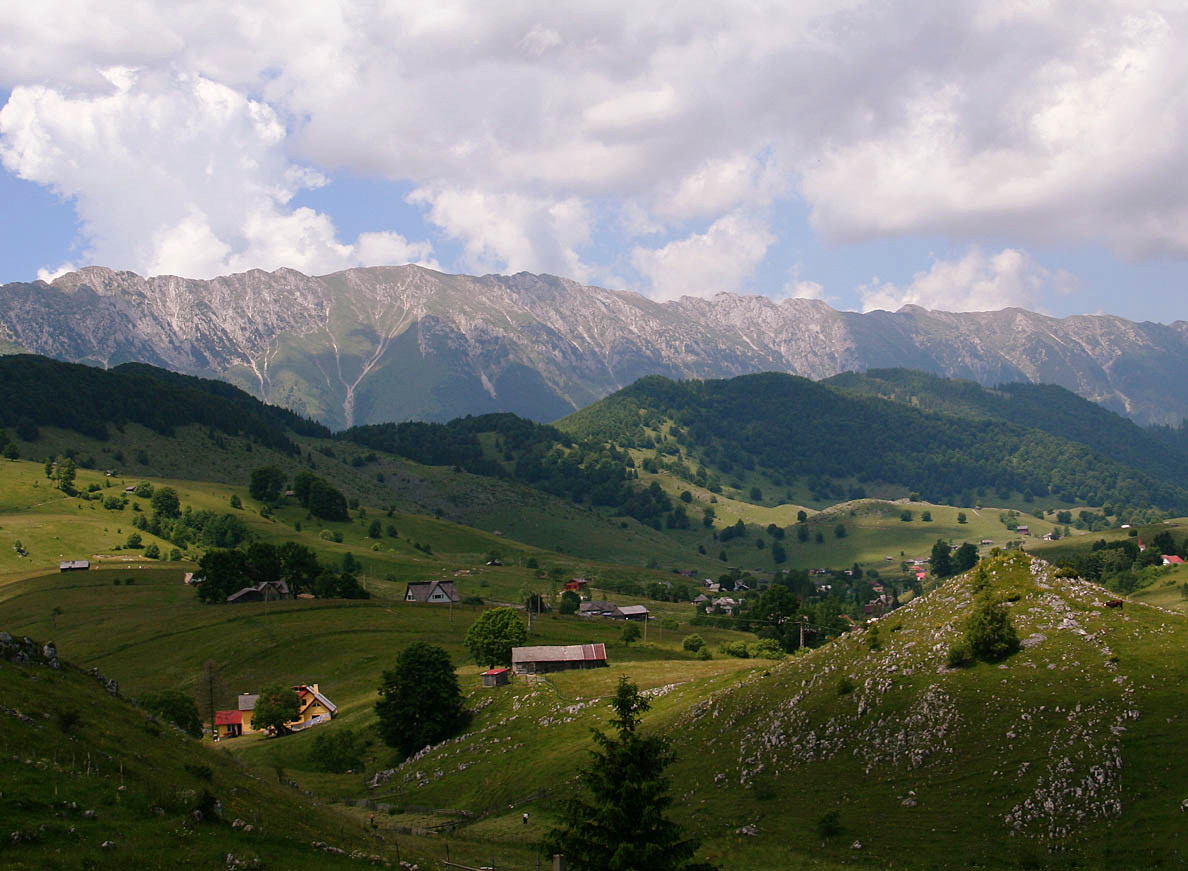
Șirnea mit dem Piatra Craiului-Gebirge im Hintergrund

Șirnea liegt im äußersten Südosten Siebenbürgens. Es befindet sich an der Ostseite des Piatra Craiului-Gebirges (Königstein), etwa zehn Kilometer südwestlich des Schlosses Bran (Törzburg).
Das Dorf liegt einige Kilometer abseits der Passstraße DN73 zwischen Brașov (Kronstadt) und Pitești, die hier Teil der Europastraße 574 entspricht, etwa sieben Kilometer nordwestlich vom Gemeindezentrum entfernt.

## Geschichte
Die Region oberhalb der Törzburg und unterhalb des Törzburger Passes – eines wichtigen Karpatenübergangs – wurde vermutlich etwa am Ende des 17. Jahrhunderts besiedelt. Der Ort Șirnea wurde, nach unterschiedlichen Angaben, im Jahr 1657 oder 1729 erstmals urkundlich erwähnt. Er war ein Dorf rumänischer Bauern und Viehhirten.
Nachdem Șirnea bis zum Ende des Ersten Weltkrieges zum Königreich Ungarn, zum Fürstentum Siebenbürgen bzw. zu Österreich-Ungarn gehört hatte, ist es seitdem ein Teil des Staates Rumänien.

## Bevölkerung
Seit den ersten Erfassungen ist die Gemeinde als überwiegend von Rumänen bewohnt ausgewiesen. Im Jahr 1850 wurden 853 Einwohner – sämtlich Rumänen – registriert. Seit dem Höhepunkt im Jahr 1941 (1141 Personen) nahm die Bevölkerungszahl ab. 2002 wurden noch 349 Bewohner gezählt.

## Sehenswürdigkeiten
In Șirnea ist ein Dorfmuseum mit Objekten und Erzeugnissen aus der Region, welches renovierungsbedürftig ist. Der Ort ist auch Ausgangspunkt für Wanderungen in das Piatra Craiului-Gebirge.